# Albireo (folyóirat)
Az Albireo közel három évtizeden át létezett magyar amatőrcsillagászati folyóirat. Fő profilja a mély-ég objektumok és a kettőscsillag megfigyelések publikálása volt (innen ered az elnevezés is, Albireo egy kettőscsillag a Hattyú csillagképben), de más észlelési ágakkal is foglalkozott, illetve csillagászati ismeretterjesztő tartalmakat is közölt.

## Története
Az Albireo az Albireo Amatőrcsillagász Klub (rövidítve AAK), a különböző szervezeti keretekben legrégebben működő magyar amatőrcsillagászati szervezet lapja, mely 1971 és 1999 között jelent meg.
Az Albireo alapító szerkesztője (1971-1984 között) a magyar amatőrcsillagász mozgalom kiemelkedő egyénisége, Szentmártoni Béla műkedvelő csillagász. A lap második korszakának szerkesztője (1984-1999) Juhász Tibor (csillagász) csillagász-tanár.
2010-től szerepét az amatőrcsillagászati észlelések gyűjtésében és publikálásában az Albireo Amatőrcsillagász Klub Közhasznú Egyesület internetes portálja vette át.

## Szerkesztői
- 1971-től Szentmártoni Béla
- 1975. szeptemberétől Szentmártoni Béla és Papp János
- 1978. májusától Szentmártoni Béla, társszerkesztők: Papp János és Mezõsi Csaba
- 1979. márciusától Szentmártoni Béla, társszerkesztő: Papp János
- 1980. januárjától Szentmártoni Béla és Papp János
- 1980 októberében Szentmártoni Béla
- 1980. novemberétől Szentmártoni Béla, társszerkesztők: Gombás Géza és Hevesi Zoltán
- 1982. januártól Szentmártoni Béla és Juhász Tibor, a szerkesztő tanács tagjai: Gombás Géza és Hevesi Zoltán
- 1982. novembertől Szentmártoni Béla és Juhász Tibor, szerkesztő tanács nélkül
- 1984. októberétől  Juhász Tibor, felelős szerkesztő: Kiszel Vilmos.
- 1989. októberétől Juhász Tibor

## Kiadói, besorolásai
- 1971-től a TIT Somogy megyei Szervezet Albireo Amatőrcsillagász Klubja megfigyelési tájékoztatója volt. Felelős kiadó: Kánya János.
- 1972. márciusától a KISZ Kilián György Ifjúsági és Úttörőház, Kaposvár, Albireo Amatőrcsillagász Klubja megfigyelési tájékoztatója.
- 1980. novemberétől a szakmai-módszertani felügyeletet ellátó szervezet a Népművelési Intézet volt.
- 1984. októberétől a kiadó: a Göncöl Csillagászati és Planetológiai Társaság, a Kilián György Ifjúsági és Úttörő Művelődési Központ (Kaposvár) és a Népművelési Intézet.
- 1985. szeptembertől a kiadók közé felkerült a zalaegerszegi Zrínyi Miklós Gimnázium is.
- 1989. októberétõl az Albireo Amatőrcsillagász Klub Atmoszféra Amatőrmeteorológus Klub alcímet viselte. Kiadta a Göncöl Társaság és a Zrínyi Miklós Gimnázium, Zalaegerszeg.
- 1994. januártól az Albireo Amatőrcsillagász Klub és a Magyar Éghajlatváltozást Megfigyelő Hálózat lapja.